# اپل گروو (اوهایو)
اپل گروو (به انگلیسی: Apple Grove) یک منطقهٔ مسکونی در ایالات متحده آمریکا است که در شهرستان میگس، اوهایو واقع شده است. اپل گروو ۱۸۲٫۸۸ متر بالاتر از سطح دریا واقع شده است.